# قلعة روسكري

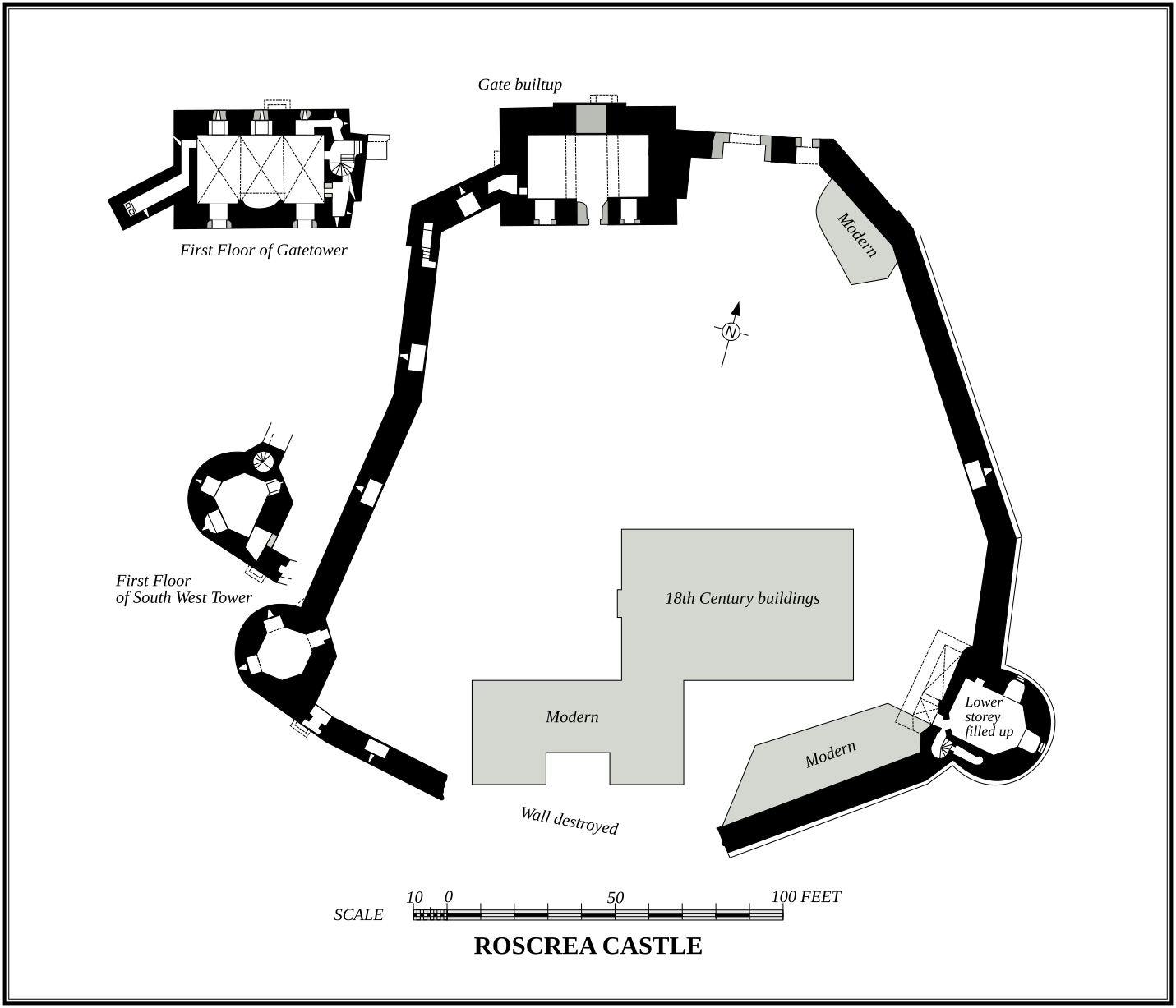
مخطط القلعة

قلعة روسكري قلعة من القرن الثالث عشر ميلادي، تقع في مدينة روسكري في جزيرة أيرلندا. تتكون القلعة من
تتكون القلعة من فناءٍ مسوّر، وبوابة وأبراج زاويّة. كما تتضمن بيتاً وحدائق تعود للقرن الثامن عشر الميلادي، تشكّل القلعة جزءاً من مركز روسكري التراثي.

## التصميم والبناء
دمّرت القلعة الأصلية الخشبية في نهايات القرن الثالث عشر الميلادي واستبدلت ببناء من الحجر وهو البناء الحالي. أنفق ما يزيد عن 875 جنيهاً استرلينياً في أعمال البناء بين عامي 1274 و1295 بإشراف جون دي ليديارد. يتكون البناء الحالي من فناء مساحته 40 متراً مربعاً محاط بأسوار وخندق. تبلغ سماكة بعض أجزاء الأسوار حوالي 2.5 متر. كانت القلعة في الأصل محاطة بنهر من الجهة الشرقية وخندق من الجهات الأخرى. كان المبنى الرئيسي مكوناً من ثلاثة طوابق مستطيلة الشكل ويعتبر بوابة الجهة الشمالية، ملحقٌ به برج في الجهة الجنوبية الغربية وآخر في الجهة الجنوبية الشرقية، ويعرف ببرج أورموند ويحوي غرفة بموقد وشعار النبالة من القرن السابع عشر. أما البرج الجنوبي الشرقي فهو أطول ومكون من ثلاثة طوابق. يعود تاريخ المبنى البوابة الأصلي إلى عام 1280 لكن البناء الحجري الحالي فقد بني في عهد جيمس بتلر إيرل أورموند الرابع في القرن الخامس عشر. أما مبنى البوابة فارتفاعه حوالي 27 متر وكان يتضمن جسراً قلاباً وباباً منزلقاً. للمدخل سقف عقادة. يوجد أسفل برج البوابة سجناً في الطابق السفلي يمكن الوصول إليه من خلال باب مخفي. أضيف في القرن السابع عشر طابقاً للمعيشة مع قبو ومدخنة وموقد ذا مقنعين كبيرين (عمارة قوطية إنجليزية) على الحائط الجنوبي. وقد كان يتم تشغيل الجسر القلاب من هذا الطابق. يوجد درج حلزوني في الركن الشرقي للمبنى يتيح الوصول إلى الطوابق العليا. أما السقف فيعود للقرن 18. تم تجديد المبنى في القرن التاسع عشر. يتضمن الفناء أبنية من القرن الثامن عشر وهياكل حديثة. جدار القلعة الجنوبي لم يعد قائماً. Some examples of plaster decorations from the 1640s survive.